# Граница (Билеча)
Граница (серб. Граница / Granica) — село в общине Билеча Республики Сербской Боснии и Герцеговины. Население составляет 38 человек по переписи 2013 года.